# Boubacar Traorè (calciatore 1997)
Boubacar Faye Traorè (Kaolack, 26 luglio 1997) è un calciatore senegalese, attaccante del Botev Vraca.

## Carriera
Ha giocato nella massima serie dei campionati maltese, albanese, israeliano e svizzero.

## Statistiche

### Presenze e reti nei club
Statistiche aggiornate al 31 gennaio 2022.
| Stagione         | Squadra          | Campionato       | Campionato | Campionato | Coppe nazionali | Coppe nazionali | Coppe nazionali | Coppe continentali | Coppe continentali | Coppe continentali | Altre coppe | Altre coppe | Altre coppe | Totale | Totale |
| Stagione         | Squadra          | Comp             | Pres       | Reti       | Comp            | Pres            | Reti            | Comp               | Pres               | Reti               | Comp        | Pres        | Reti        | Pres   | Reti   |
| ---------------- | ---------------- | ---------------- | ---------- | ---------- | --------------- | --------------- | --------------- | ------------------ | ------------------ | ------------------ | ----------- | ----------- | ----------- | ------ | ------ |
| 2015-2016        | Tuttocuoio       | LP               | 2          | 0          | CI-LP           | 2               | 0               |                    | -                  | -                  |             | -           | -           | 4      | 0      |
| mar.-giu. 2018   | Tarxien Rainbows | PL               | 5          | 0          |                 | -               | -               |                    | -                  | -                  |             | -           | -           | 0      | 0      |
| 2018-2019        | Teuta            | KS               | 23         | 3          | CA              | 4               | 1               |                    | -                  | -                  |             | -           | -           | 27     | 4      |
| 2019-2020        | Hapoel Kfar Saba | LhA              | 25+5       | 3+0        | CI+TC           | 1+2             | 0               |                    | -                  | -                  |             | -           | -           | 33     | 3      |
| 2020-2021        | San Gallo        | SL               | 22         | 0          | CS              | 0               | 0               | UEL                | 0                  | 0                  |             | -           | -           | 22     | 0      |
| 2021-gen. 2022   | San Gallo        | SL               | 13         | 0          | CS              | 2               | 0               |                    | -                  | -                  |             | -           | -           | 15     | 0      |
| Totale San Gallo | Totale San Gallo | Totale San Gallo | 35         | 0          |                 | 2               | 0               |                    | 0                  | 0                  |             | -           | -           | 37     | 0      |
| gen.-giu. 2022   | Metalist         | 1L               | 0          | 0          | CU              | 0               | 0               |                    | -                  | -                  |             | -           | -           | 0      | 0      |
| Totale carriera  | Totale carriera  | Totale carriera  | 95         | 7          |                 | 11              | 1               |                    | 0                  | 0                  |             | -           | -           | 106    | 8      |